# هدف التنمية المستدامة الخامس عشر
يتعلق هدف التنمية المستدامة الخامس عشر (إس دي جي 15 أو الهدف العالمي 15) بـ«الحياة في البر». وهو أحد أهداف التنمية المستدامة السبعة عشر التي حددتها الأمم المتحدة في عام 2015، والصياغة الرسمية له هي: «حماية النظم البيئية البرية وترميمها وتعزيز استخدامها على نحو مستدام، وإدارة الغابات على نحو مستدام، ومكافحة التصحر، ووقف تدهور الأراضي وعكس مساره، ووقف فقدان التنوع الحيوي». يسعى الهدف إلى 12 غاية يجب تحقيقها بحلول عام 2030. ويقاس التقدم نحو الغايات باستخدام 14 مؤشرًا.
تشمل «النتائج المستهدفة» التسعة ما يلي: الحفاظ على النظم البيئية البرية والنظم البيئية للمياه العذبة وترميمها؛ وقف إزالة الغابات وترميم الغابات المتدهورة؛ ومكافحة التصحر وترميم الأراضي المتدهورة؛ وضمان حفظ النظم البيئية الجبلية، وحماية التنوع الحيوي والموائل الطبيعية؛ وحماية إمكانية الوصول إلى الموارد الجينية والتقاسم العادل لمنافعها؛ ووقف الصيد الجائر والاتجار بالأنواع المحمية؛ ومنع إدخال الأنواع الغريبة المُجتاحة إلى النظم البيئية للأراضي والبيئية المائية؛ ودمج قيم النظم البيئية والتنوع الحيوي في التخطيط الحكومي. وتشمل «وسائل تحقيق الأهداف» الثلاث: زيادة الموارد المالية للحفاظ على النظام البيئي والتنوع الحيوي واستخدامهما على نحو مستدام؛ وتمويل الإدارة المستدامة للغابات وتحفيزها؛ ومكافحة الصيد غير المشروع للأنواع المحمية والاتجار بها على مستوى العالم.
يعتمد البشر على الأرض والمحيط للعيش. لذا يسعى هذا الهدف إلى تأمين سبل عيش مستدامة لتتمتع بها الأجيال القادمة. يتألف النظام الغذائي البشري من 80% من الحياة النباتية، ما يجعل الزراعة موردًا اقتصاديًا هامًا للغاية. توفر الحياة النباتية 80% من الغذاء البشري، ونعتمد على الزراعة كمورد اقتصادي مهم. تغطي الغابات نحو 30% من سطح الأرض، وتوفر موائل حيوية لملايين الأنواع، وتعتبر مصادر مهمة للهواء النقي والماء، فضلًا عن كونها حاسمة لمكافحة تغير المناخ.
يحضر الأمين العام للأمم المتحدة تقريرًا سنويًا لتقييم التقدم المحرز نحو تحقيق أهداف التنمية المستدامة. ذكر تقرير عام 2020 أن التنوع الحيوي الرئيسي والأنواع ما تزال مهددة بالانقراض وأن مناطق الغابات تستمر في التناقص.

## خلفية
تعد أهداف التنمية المستدامة مجموعة من 17 هدفًا عالميًا حددتها الأمم المتحدة. تترابط الأهداف العامة مع بعضها، رغم أن لكل منها غاياته الخاصة لتحقيقها. تغطي أهداف التنمية المستدامة مجموعة واسعة من قضايا التنمية الاجتماعية والاقتصادية.
يوضح الهدف 15 غايات للحفاظ على التنوع الحيوي للغابات والصحاري والنظم البيئية الجبلية، كنسبة مئوية من إجمالي كتلة الأرض. وأنه يمكن الوصول إلى «عالم خالٍ من تدهور الأراضي» عن طريق ترميم الغابات المتدهورة والأراضي التي دمرها الجفاف والفيضانات. يدعو الهدف 15 إلى إيلاء مزيد من الاهتمام لمنع غزو الأنواع المستقدمة وتأمين المزيد من الحماية للأنواع المهددة بالانقراض. تلعب الغابات دورًا بارزًا في نجاح خطة عام 2030، خاصةً من ناحية خدمات النظم البيئية، وسبل العيش والاقتصاد الأخضر؛ لكن يتطلب هذا أولويات واضحة لمعالجة المقايضات الرئيسية وحشد أوجه الترابط مع أهداف التنمية المستدامة الأخرى.
يعتمد نحو 1.6 مليار شخص على الغابات في معيشتهم، ويعتمد 2.6 مليار شخص على الزراعة مباشرةً لكسب لقمة العيش، ويشكل نحو 80% من الغابات موطنًا لأكثر من 80% من جميع أنواع الحيوانات والنباتات والحشرات.
تغطي الغابات 80% من سطح الأرض، ولكن فقد العالم ما يقرب من 100 مليون هكتار من غاباته. يهدد انقراض الأنواع التنمية المستدامة والتراث العالمي. ويرجع ذلك أساسًا إلى فقدان الموائل بسبب الزراعة غير المستدامة، والحصاد والتجارة، وإزالة الغابات والأنواع الغريبة المُجتاحة.
تشمل الجهود التي يمكن أن تساعد في عكس هذه النتائج الإدارة المستدامة للغابات؛ والتقدم في تغطية المناطق المحمية للمناطق البرية والجبلية ومناطق المياه العذبة؛ والتقدم المحرز في تنفيذ البرامج والتشريعات ومبادئ المحاسبة لحماية التنوع الحيوي والنظم البيئية.

## الغايات والمؤشرات والتقدم

### الغاية 15.1: استعادة النظم البيئية الأرضية والخاصة بالمياه العذبة والحفاظ عليها
النص الكامل للغاية 15.1: «ضمان الحفاظ على النظم البيئية الأرضية والخاصة بالمياه العذبة الداخلية وخدماتها واستعادتها والاستخدام المستدام لها، ولا سيما الغابات والأراضي الرطبة والجبال والأراضي الجافة، بما يتماشى مع الالتزامات بموجب الاتفاقات الدولية، بحلول عام 2020».
تتضمن هذه الغاية مؤشران:
- المؤشر 15.1.1: مساحة الغابات كنسبة من إجمالي مساحة الأرض.
- المؤشر 15.1.2: نسبة المواقع المهمة للتنوع البيولوجي البري وضمن المياه العذبة والتي تغطيها المناطق المحمية، حسب نوع النظام البيئي.

تغطي الغابات حوالي 4 مليارات هكتار أو 30.7% من مساحة اليابسة في العالم، 93% منها غابات طبيعية و7% مزروعة. تُحدد مساحة الغابة بالأرض الواقعة تحت مجموعات الأشجار الطبيعية أو المزروعة والتي لا تقل عن 5 أمتار في موقعها. يمكن أن تكون الأشجار منتجة أو غير منتجة، ويجب ألا تشمل مزارع الفاكهة وأنظمة الحراجة الزراعية والأشجار في المتنزهات والحدائق الحضرية. تُحدد المناطق المحمية من خلال ثلاثة مؤشرات: 1) نسبة المساحة الأرضية الإجمالية المصنفة على أنها محمية، 2) نسبة المواقع الهامة للتنوع البيولوجي الأرضي المحمية، 3) نسبة المواقع المحمية الهامة للتنوع البيولوجي للمياه العذبة.
قدم تقرير مرحلي في عام 2020 البيانات التالية عن مناطق الغابات:
- انخفضت نسبة مساحة الغابات من 31.9% من إجمالي مساحة الأرض في عام 2000 إلى 31.2% في عام 2020، مما يمثل خسارة صافية بحوالي 100 مليون هكتار من غابات العالم.
- زادت مساحة الغابات في آسيا وأوروبا وأمريكا الشمالية بين عامي 2000 و2020.
- انخفضت مساحة الغابات في أمريكا اللاتينية وأفريقيا جنوب الصحراء الكبرى وجنوب شرق آسيا، بسبب تحويل الأراضي إلى الزراعة، بين عامي 2000 و2020.[6]

تبين في عام 2020 أن نسبة الغابات في المناطق المحمية في إطار خطط الإدارة طويلة الأجل- وكذلك مساحة الغابات المعتمدة- قد زادت أو ظلت مستقرة على المستوى العالمي وفي معظم مناطق العالم.

### الغاية 15.2: إيقاف إزالة الغابات واستعادة الغابات المتدهورة
النص الكامل للغاية 15.2: «تعزيز تنفيذ الإدارة المستدامة لجميع أنواع الغابات، ووقف إزالة الغابات، واستعادة الغابات المتدهورة، وزيادة التشجير وإعادة التحريج على مستوى العالم، بحلول عام 2020».
تتضمن هذه الغاية مؤشرًا واحدًا: «التقدم نحو الإدارة المستدامة للغابات».
حددت الجمعية العامة للأمم المتحدة الإدارة المستدامة للغابات، كمفهوم ديناميكي ومتطور يهدف إلى الحفاظ على القيم الاقتصادية والاجتماعية والبيئية لجميع أنواع الغابات وتعزيزها، لصالح الأجيال الحالية والمقبلة (القرار A/RES/62/98). يهدف إلى إيجاد توازن بين الطلبات المتزايدة على منتجات الغابات والفوائد، وكذلك الحفاظ على صحة الغابات وتنوعها.
يتضمن هذا المؤشر خمسة مؤشرات فرعية، تقيس التقدم المحرز نحو جميع أبعاد الإدارة المستدامة للغابات. توفر التأهيل لإدارة مناطق الغابات وتقييم المناطق مع مجموعة من المعايير الوطنية والدولية.

### الغاية 15.3: إنهاء التصحر واستعادة الأراضي المتدهورة
النص الكامل للغاية 15.3: «مكافحة التصحر، واستعادة الأراضي والتربة المتدهورة، بما في ذلك الأراضي المتأثرة بالتصحر والجفاف والفيضانات، والسعي لتحقيق عالم خالٍ من تدهور الأراضي بحلول عام 2030».
للغاية مؤشر واحد: المؤشر 15.3.1: «نسبة الأراضي المتدهورة إلى إجمالي مساحة الأرض».
يُعرّف التصحر على أنه تدهور الأراضي الجافة نتيجة لعوامل مختلفة، بما في ذلك التغيرات المناخية والأنشطة البشرية. يمكن منع التصحر من خلال دمج إدارة الأراضي والمياه لحماية التربة من التعرية والتدهور، وحماية الغطاء النباتي، ودمج استخدام الأراضي للزراعة من بين أمور أخرى. يؤثر التصحر على حوالي سدس سكان العالم، و70% من جميع الأراضي الجافة، وربع إجمالي مساحة اليابسة في العالم. كما يؤدي إلى انتشار الفقر وتدهور مليار هكتار من الأراضي الزراعية.

### الغاية 15.4: ضمان حفظ الأنظمة البيئية الجبلية
النص الكامل للغاية 15.4: «ضمان حفظ النظم البيئية الجبلية، بما في ذلك تنوعها البيولوجي، من أجل تعزيز قدرتها على توفير المنافع الضرورية للتنمية المستدامة، بحلول عام 2030».
تتضمن هذه الغاية مؤشران:
- المؤشر 15.4.1: تغطية المناطق المحمية للمواقع الهامة للتنوع البيولوجي الجبلي.
- المؤشر 15.4.2: مؤشر الغطاء الأخضر الجبلي.

يقيس مؤشر الغطاء الأخضر للجبال النسبة المئوية للبيئات الجبلية التي تغطيها المناطق الخضراء، وقدرة تلك المناطق على أداء أدوارها في النظام البيئي.
كانت 76% من المناطق الجبلية في العالم مغطاة بالنباتات الخضراء بحلول عام 2017، بما فيها الغابات والشجيرات والأراضي العشبية والأراضي الزراعية. كان الغطاء الأخضر الجبلي أدنى مستوىً في غرب آسيا وشمال إفريقيا (60%) وأعلى مستوىً في أوقيانوسيا (96%).

### الغاية 15.5: حماية التنوع البيولوجي والموائل الطبيعية
النص الكامل للغاية 15.5: «اتخاذ إجراءات عاجلة وهامة للحد من تدهور الموائل الطبيعية، ووقف فقدان التنوع البيولوجي، ومنع انقراض الأنواع المهددة وحمايتها، بحلول عام 2020».
لهذه الغاية مؤشر واحد: المؤشر 15.5.1: «مؤشر القائمة الحمراء».
يوضح مؤشر القائمة الحمراء الاتجاهات في مخاطر الانقراض العام للأنواع، وتستخدمه الحكومات لتتبع التقدم المحرز نحو أهداف الحد من فقدان التنوع البيولوجي. إذا كانت قيمة مؤشر القائمة الحمراء 1.0، فهذا يعني أن الأنواع مصنفة على أنها «الأقل اهتمامًا»، ومن المتوقع أن ينقرضوا في المستقبل القريب. إذا كانت قيمة المؤشر تساوي الصفر، فهذا يعني أن الأنواع قد انقرضت.
ذكر تقرير في عام 2020 أن خطر انقراض الأنواع على مستوى العالم قد تفاقم بنحو 10% على مدى العقود الثلاثة الماضية. يتراجع مؤشر القائمة الحمراء بشكل مستمر، إذ تراجع من 0.82 في عام 1990 إلى 0.75 في عام 2015، وصولًا إلى 0.73 في عام 2020.
ذكر تقرير في عام 2018 أنه «يجب تعميم التنوع البيولوجي عبر هذه القطاعات، وإدماج التخطيط المكاني وفقًا لذلك». كما تناول أهمية الاهتمام بتدهور الأراضي واستعادتها حيثما أمكن ذلك.